# Список послів України в Китаї
Надзвичайний і Повноважний Посол України в Китайській Народній Республіці — посол України в Китаї.
Перший посол України в Китаї обійняв свою посаду в 1993 році, того ж року відкрилося українське посольство в Пекіні.

## Список представників
- 1993—1998 роки – Анатолій Плюшко
- 1998—1999 роки – Павло Султанський т.п.
- 1999—2001 роки – Ігор Литвин
- 2001—2003 роки – Михайло Рєзнік
- 2004—2009 роки – Сергій Камишев
- 2009—2012 роки – Юрій Костенко[1]
- 2012—2013 роки – Василь Гамянін т.п.
- 2013—2019 роки – Олег Дьомін[2][3]
- 2019—2021 роки – Сергій Камишев[4]
- 2021—2023 роки – Жанна Лещинська[5] т.п.
- з 2023  – 2024 роки - Павло Рябікін
- з 2025 - Олександр Нечитайло